# اقتصاد نيوزيلندا
اقتصاد نيوزيلندا هو اقتصاد سوق حر متقدم للغاية. إنّه الاقتصاد الوطني رقم 53 على مستوى العالم عند قياسه باستخدام إجمالي الناتج المحلي (GDP) والرقم 68 على مستوى العالم عند قياسه بتعادل القوة الشرائية (PPP). تتمتع نيوزيلندا بالاقتصاد الأكثر عولمة وتعتمد كثيرًا على التجارة الدولية (لا سيما مع أستراليا والاتحاد الأوروبي والولايات المتحدة والصين وكوريا الجنوبية واليابان وكندا). تعني اتفاقية نيوزيلندا مع أستراليا -«علاقات اقتصادية أقرب» لعام 1983- أن اقتصادها يتماشى بشكل وثيق مع اقتصاد أستراليا. اقتصادها هو قوة إقليمية ناشئة، إذ تتمتع نيوزيلندا بإجمالي ناتج محلي كبير بالنسبة لحجمها وعدد سكانها.
يتمتع الاقتصاد المتنوع لنيوزيلندا بقطاع خدمات ضخم، إذ يمثل 63% من فعالية إجمالي الناتج المحلي اعتباراً من عام 2013. تشمل الصناعات التحويلية الكبيرة إنتاج الألمنيوم وتعليب الأغذية وتصنيع المعادن ومنتجات الخشب والورق. شكّلت خدمات التعدين والتصنيع والكهرباء والغاز والمياه والنفايات 16.5% من إجمالي الناتج المحلي اعتباراً من عام 2013. بقي القطاع الرئيس مهيمنًا على صادرات نيوزيلندا رغم تمثليه 6.5% فقط من إجمالي الناتج المحلي منذ عام 2013.
سوق رأس المال الرئيس هو بورصة نيوزيلندا (NZX). اعتباراً من فبراير عام 2014، كان لدى بورصة نيوزيلندا ما مجموعه 258 ورقة مالية مدرجة ورسملة أسواق مشتركة قدرها 94.1 مليار دولار نيوزيلندي. عملة نيوزيلندا هي الدولار النيوزيلندي (المعروف بشكل غير رسمي باسم «الدولار الكيوي»). ينتشر استخدام هذه العملة في النواحي الأربعة لجزر المحيط الهادئ. الدولار النيوزيلندي هو العملة العاشرة الأكثر تداولاً في العالم.
حلّت نيوزيلندا في المركز 27 في مؤشر الابتكار العالمي عام 2023، وتقدّمت للمركز 25 في مؤشر عام 2024.

## لمحة عامة
صُنّف الاقتصاد النيوزيلندي بالمرتبة الأولى في العالم في مجال التقدم الاجتماعي الذي يغطي مجالات مثل الحاجات البشرية الأساسية وأسس الرفاهية ومستوى الفرص المتاحة لمواطنيها. ومع ذلك، تشمل التوقعات بعض التحديات. انخفضت مستويات الدخل في نيوزيلندا نسبياً ولم تعد كالسابق، بعد أن كانت أعلى من العديد من البلدان الأخرى في أوروبا الغربية قبل أزمة السبعينيات من القرن العشرين. ونتيجة لذلك، زاد عدد النيوزلنديين الذين يعيشون في فقر وزاد تفاوت الدخل بصورة ملحوظة. 
عانت نيوزيلندا أيضاً من عجز مستمر في الحساب الجاري منذ أوائل سبعينيات القرن العشرين، إذ بلغت ذروتها عند -7.8% من إجمالي الناتج المحلي في عام 2006 ولكنها انخفضت إلى -2.6% من إجمالي الناتج المحلي في السنة المالية لعام 2014. يشير كتاب حقائق العالم لوكالة المخابرات المركزية إلى أن الدَّين العام لسنة 2017 (الذي تدين به الحكومة) كان 31.7% من إجمالي الناتج المحلي. بين عامي 1984 و2006، ارتفع صافي الدين الأجنبي الخارجي بمقدار 11 ضعفاً بالغًا 182 مليار دولار نيوزيلندي. اعتباراً من يونيو عام 2018 بلغ إجمالي دين التاج المَلكي الأساسي 84.524 مليون دولار نيوزيلندي أو 29.5% من إجمالي الناتج المحلي وصافي دين الحكومة الملكية الأساسي 62.114 مليون دولار نيوزيلندي أو 21.7% من إجمالي الناتج المحلي.
على الرغم من استمرار العجز في الحساب الجاري لنيوزيلندا كان توازن السلع والخدمات الخارجية إيجابياً عموماً. في السنة المالية عام 2014، تجاوزت إيرادات الصادرات على الواردات بمقدار 3.9 مليار دولار نيوزيلندي. كان هناك عدم توازن في الدخل الاستثماري أو صافي التدفقات في خدمة الدَّين للقروض الخارجية. في السنة المالية عام 2014، بلغت إيرادات استثمار نيوزيلندا 7 مليارات دولار نيوزيلندي بالمقارنة مع بقية العالم مقابل نفقات بلغت 16.3 مليار دولار نيوزيلندي، وبلغ العجز 9.3 مليار دولار نيوزيلندي. ارتفعت نسبة عجز الحساب الجاري بسبب اختلال إيرادات الاستثمار (تدفقات صافية إلى القطاع المصرفي الذي تعود مليكته إلى أستراليا) من الثلث في عام 1997 إلى حوالي 70% في عام 2008.

### الضرائب
تُجبى الضرائب في نيوزيلندا على المستوى الوطني بواسطة دائرة الإيرادات الداخلية آي آر دي IRD نيابةً عن حكومة نيوزيلندا. تُفرض الضرائب الوطنية على مستوى الدخل الشخصي والدخل التجاري وعلى توريد السلع والخدمات جي إس تي GST. لا توجد ضريبة للأرباح الرأسمالية مع أنّ بعض «المكاسب» مثل الأرباح الناتجة عن بيع حقوق براءات الاختراع تُعتبر دخلاً، وتنطبق ضريبة الدخل هذه على المعاملات العقارية في ظروف معينة لا سيما المضاربة (في البورصة). تُدار ضرائب (معدلات) الملكيات المحلية وتُجمع من قبل السلطات المحلية. تحمل بعض السلع والخدمات ضريبة محددة، يُشار إليها بأنّها فرض أو واجب كضريبة اللعب وشرب الكحول. تُجمع هذه الضرائب من قبل مجموعة من الوكالات الحكومية مثل دائرة الجمارك النيوزيلندية. لا توجد ضريبة على الضمان الاجتماعي (كشف أو جدول الرواتب) أو ضريبة للعقار في نيوزيلندا.
في ميزانية نيوزيلندا لعام 2010، تم تخفيض معدلات الضريبة الشخصية إذ خُفض أعلى معدل للضريبة الشخصية من 38% إلى 33%. جعلت التخفيضات من نيوزيلندا في المرتبة الثانية لأقل عبء ضريبة شخصية في منظمة التعاون الاقتصادي والتنمية. فقط مواطنو المكسيك لديهم نسبة أعلى من الرواتب «التي يأخذونها إلى منازلهم».
قُدّرت التخفيضات في ضريبة الدخل على أنّها قللت الإيرادات بمقدار 2.46 مليار دولار أمريكي. للتعويض عن ذلك، رُفعت ضريبة السلع والخدمات من 12.5% إلى 15%. تُظهر أرقام الخزينة أن كبار أصحاب الدخل في نيوزيلندا يدفعون بين 6% و8% من دخلهم على ضريبة السلع والخدمات. أولئك الذين في الطرف الآخر السفلي، أي الذين يكسبون أقل من 356 دولاراً في الأسبوع، ينفقون بين 11% و14% على ضريبة السلع والخدمات. بناءً على هذه الأرقام، تنبأت النيوزيلندية هيرالد أن زيادة ضريبة السلع والخدمات بنسبة تصل إلى 15% ستزيد من تكاليف المعيشة للفقراء أكثر من ضعفي ما هو بالنسبة للأغنياء.

### الفساد
احتلت نيوزيلندا المرتبة الأولى عالميًا (الأقل فسادًا) على مؤشر مدركات الفساد (CPI) الصادر عن منظمة الشفافية الدولية لعام 2017.

### الاقتصادات الإقليمية

خريطة مناطق نيوزيلندا

في عام 2015 نشرت دائرة الإحصائيات النيوزيلندية تفاصيل انهيار الناتج المحلي الإجمالي في مناطق نيوزيلندا للسنة المنتهية في مارس 2015:
| المنطقة (الموقع على الخريطة) | إجمالي الناتج المحلي (بالدولار النيوزيلندي مليون سنة 2015) | النسبة من إجمالي الناتج المحلي الوطني | إجمالي الناتج المحلي للفرد (بالدولار النيوزيلندي سنة 2015) |
| ---------------------------- | ---------------------------------------------------------- | ------------------------------------- | ---------------------------------------------------------- |
| نورثلاند (1)                 | 5,869                                                      | 2.4%                                  | 35,103                                                     |
| أوكلاند (2)                  | 88,295                                                     | 36.6%                                 | 56,997                                                     |
| وايكاتو (3)                  | 19,649                                                     | 8.1%                                  | 45,160                                                     |
| خليج بلنتي (4)               | 12,292                                                     | 5.1%                                  | 43,159                                                     |
| غيسبورن (5)                  | 1,688                                                      | 0.7%                                  | 35,769                                                     |
| خليج هاوكيز (6)              | 6,591                                                      | 2.7%                                  | 41,323                                                     |
| تاراناكي (7)                 | 8,756                                                      | 3.6%                                  | 75,941                                                     |
| ماناواتو - وانجانوي (8)      | 9,197                                                      | 3.8%                                  | 39,372                                                     |
| ويلينغتون (9)                | 32,617                                                     | 13.5%                                 | 65,974                                                     |
| الجزيرة الشمالية             | 184,955                                                    | 76.7%                                 | 53,053                                                     |
| تاسمان / نيلسون (10 / 11)    | 4,199                                                      | 1.7%                                  | 42,456                                                     |
| مارلبورو (12)                | 2,466                                                      | 1.0%                                  | 54,676                                                     |
| الساحل الغربي (13)           | 1,656                                                      | 0.7%                                  | 50,491                                                     |
| كانتربيري (14)               | 32,882                                                     | 13.6%                                 | 56,575                                                     |
| أوتاغو (15)                  | 10,173                                                     | 4.2%                                  | 47,671                                                     |
| ساوثلاند (16)                | 4,857                                                      | 2.0%                                  | 50,119                                                     |
| الجزيرة الجنوبية             | 56,232                                                     | 23.3%                                 | 52,637                                                     |
| نيوزيلندا                    | 241,187                                                    | 100.0%                                | 52,953                                                     |

1. ↑  تشمل جزر تشاتام.

### البطالة
كانت البطالة في نيوزيلندا منخفضة للغاية قبل الصدمة الاقتصادية الناجمة عن قرار بريطانيا في الانضمام إلى المجموعة الاقتصادية الأوروبية إي إي سي EEC في عام 1973 وإلغاء كونها سوق نيوزيلندا الأساسي للصادرات. كان العدد الرسمي للأشخاص العاطلين عن العمل في عام 1959 هو 21 فقط. بعد عامٍ من ذلك بلغ العدد 22 فقط. أدى الركود وانهيار أسعار الصوف في عام 1966 إلى ارتفاع البطالة بنسبة 131%، ولكن بقيت الزيادة بنسبة 0.7% للبطالة.
بعد عام 1973، أصبحت البطالة قضية اقتصادية واجتماعية مستمرة في نيوزيلندا. زاد الركود من عام 1976 إلى 1978 ومن عام 1982 إلى 1983 البطالة كثيرًا مجدداً. بلغ معدل البطالة 6.29% بين عامي 1985 و2012. بعد انهيار سوق الأسهم عام 1987، ارتفعت البطالة بنسبة 170% واصلةً إلى أعلى مستوياتها على الإطلاق عند 11.20% في سبتمبر 1991. تسببت الأزمة المالية الآسيوية في عام 1997 في زيادة البطالة مرة أخرى بنسبة 28%. بحلول عام 2007، انخفض معدل البطالة وتوقف المعدل عند نسبة 3.5% (ديسمبر 2007)، وهو أدنى مستوى له منذ أن بدأت طريقة التقصي السائدة لعام 1986. أصبح البلد في المرتبة الخامسة على مستوى أفضل دول منظمة التعاون الاقتصادي والتنمية (بمتوسط بلغ في منظمة التعاون الاقتصادي والتنمية نسبة 5.5%). ارتبطت هذه الأرقام بوجود اقتصاد قوي وتراكم كبير في الوظائف على جميع المستويات. لا يمكن دائمًاً مقارنة أرقام البطالة بشكل مباشر بين دول المنظمة؛ لأنها لا تحتفظ جميعها بإحصائيات سوق العمل بالطريقة نفسها.
زادت أيضاً نسبة السكان العاملين في السنوات الأخيرة إذ بلغت 68.8% من مجموع السكان، مع زيادة عدد الوظائف ذات الدوام الكامل بشكل خفيف، وبالمقابل تناقص عدد الوظائف ذات الدوام الجزئي. تُعزى زيادة نسبة السكان العاملين إلى زيادة الأجور وارتفاع تكاليف المعيشة، ما أدى إلى عمل المزيد من الناس. كان لمعدلات البطالة المنخفضة بعض العيوب أيضاً، إذ عجزت العديد من الشركات عن إيجاد شواغر لوظائفها.
من ديسمبر 2007 بدأت أعداد البطالة بالازدياد باعتبارها سببًا يتعلق أساساً بالأزمة المالية العالمية، استمرت هذه النزعة حتى سبتمبر من عام 2012 إذ وصلت إلى 6.7%. بدأت بالتعافي بعد تلك النقطة، إذ وقفت عند نسبة 3.9% اعتباراً من يونيو 2019.

## المقدرة على دفع تكاليف السكن
تحدث شاموبيل إيكوب، رئيس الاقتصاديين الأسبق في المعهد النيوزيلندي للبحوث الاقتصادية، في عام 2014 أن متوسط تكلفة المنزل في نيوزيلندا كانت قبل ثلاثين عامًا ضعفي أو ثلاثة أضعاف متوسط دخل الأسرة. ارتفعت أسعار المنازل كثيرًا في الأعوام الأولى من القرن الحادي والعشرين وبحلول عام 2007 بات متوسط تكلفة المنزل أكثر من 6 أضعاف دخل الأسرة. أظهرت الاستبيانات الدولية في عام 2013 أن تكلفة الإسكان لا يمكن تحملها في جميع الأسواق الثمانية الرئيسية في نيوزيلندا، وتعرّف عبارة «لا يمكن تحملها» بأنها أسعار المساكن التي تزيد عن ثلاثة أضعاف متوسط الدخل الإقليمي.
كان الطلب على العقارات في أقوى حالاته في أوكلاند، الأمر الذي أدى إلى ارتفاع الأسعار في المدينة بنسبة 52% في السنوات الخمس الأخيرة. وفي عام 2014، ارتفع متوسط سعر عمليات البيع هناك من 619,136 دولار إلى 696,047 دولار، بزيادة قدرها 12% في فترة الإثني عشر عامًا تلك وحدها. وفي عام 2015، ارتفعت الأسعار بنسبة 14% أخرى. يجعل هذا من سوق أوكلاند السوق الأعلى تكلفة في نيوزيلندا وواحدة من أغلى المدن في العالم مع تكلفة إسكان تبلغ ثماني أضعاف متوسط الدخل. بين عام 2012 وشهر أبريل من عام 2016، ارتفع سعر المنزل المتوسط في أوكلاند بما يزيد قليلًا عن الثلثين ليصل إلى 931 ألف دولار- أي أعلى من تكلفة المنزل المتوسط في سيدني.
ونتيجة لذلك، أقصى المزيد من الناس خارج سوق العقارات. وكان أصحاب الدخل المنخفض الأكثر تضررًا، الأمر الذي أثر على العديد من سكان الماوري وجزر المحيط الهادئ. تؤدي معدلات الرهن العقاري المرتفعة نسبيًا في نيوزيلندا إلى تفاقم المشكلة مما يجعل من الصعب على الشباب الذين لديهم وظائف ثابتة شراء منزلهم الأول. وبحسب تقرير قُدم في عام 2012 إلى استطلاع حول القدرة على تحمل تكلفة المنازل، فإن أسعار المساكن المرتفعة يؤثر أيضًا على العديد من الفئات ذات الدخل المتوسط، ولا سيما تلك التي تضم أسرًا كبيرة العدد. وقال مستشار الرهن العقاري، بروس باتن، أن ذلك المنحى «مقلق» وأنه يوسع الفجوة بين «من يملكون ومن لا يملكون».
تقول شركة كورلوجيك لتحليل الممتلكات أن 45% من عمليات شراء المنازل في نيوزيلندا تجري اليوم عبر مستثمرين يمتلكون منزلًا بشكل مسبق، في حين أن 28% أخرى تجري عبر أشخاص ينتقلون من عقار إلى آخر. ويذهب 8% تقريبًا من عمليات الشراء إلى شارين نقديين في الخارج، أستراليون وصينيون وبريطانيون بالدرجة الأولى، بالرغم من أن معظم الاقتصاديين يعتقدون أن الاستثمار الأجنبي هو اليوم أقل بكثير من أن يترك أثرًا كبيرًا على أسعار العقارات.
وسواء كان المشترون نيوزيلنديين أو أجانب، فإن من هم أساسًا ميسوري الحال يشترون الجزء الأكبر من العقارات في السوق. وكان لهذا تأثير كبير على معدلات ملكية المنازل من قبل كيوي، التي بلغت اليوم أدنى مستوياتها منذ العام 1951. وحتى وقت قريب من عام 1991، كان 76% من منازل نيوزيلندا يشغلها أصحابها. وبحلول عام 2013، انخفض ذلك إلى 63%، مما يشير إلى أن المزيد من الناس يضطرون إلى الاستئجار. يقول ريوين كوكس، الرئيس التنفيذي لاتحاد الموازنة الأسرية: «إن الأسعار المرتفعة وارتفاع أسعار الفوائد حكما على عدد من النيوزيلنديين بأن يكونوا مستأجرين مدى الحياة» إذ «يعلقون في أوضاع إيجارية مرتفعة الثمن فيما هم يتجهون نحو التقاعد».

### اللامساواة
بين عامي 1982 و2005 نما الناتج المحلي الإجمالي لينوزيلندا بنسبة 35%. ذهب ما يقارب نصف هذه الزيادة إلى مجموعة صغيرة كانت بشكل مسبق الأغنى في البلاد. خلال هذه الفترة، تضاعف تقريبًا متوسط دخل أول 10% من أصحاب أعلى دخل في نيوزيلندا (من يكسبون ما يزيد عن 72 ألف دولار) من 56,300 دولار إلى 100,200 دولار. وارتفع متوسط دخل العشر الأفقر بنسبة 13% من 9700 دولار إلى 11 ألف دولار.
تؤكد هيئة الإحصاء النيوزيلندية، التي تتبع التفاوت في الدخل مستخدمة نسبة 20\80 بي، تزايد اللامساواة في الدخل. وتوضح النسبة الفرق بين دخول الأسرة المرتفعة (تلك الموجودة في الشريحة المئوية الثمانين) ودخول الأسرة المنخفضة (تلك الموجودة في الشريحة المئوية العشرين). ازدادت نسبة اللامساواة بين عامي 1988 و2004، وانخفضت حتى بداية بداية الأزمة المالية العالمية في عام 2008، وشهدت زيادة أخرى حتى عام 2011 ثم تراجعت من جديد منذ ذلك الحين. بحلول عام 2013، كان الدخل المخصص للإنفاق للأسر ذات الدخل المرتفع أكبر بمرتين ونصف من دخل الأسر ذات الدخل المنخفض. وعند تسليط الضوء على التفاوت، فإن أول 1% من السكان يملكون اليوم 16% من ثروة البلاد، ومن كانوا في فترة ما أغنى 5% كانوا يملكون 38%، في حين كان نصف السكان، من بينهم المستفيدون والمتقاعدون، يتقاضون أقل من 24 ألف دولار.

### راتب التقاعد
تمتلك نيوزيلندا مخططًا شاملًا لرواتب التقاعد. ويعتبر مؤهلًا كل من يبلغ من العمر 65 عامًا أو أكثر، وهو مواطن نيوزيلندي أو مقيم دائم ويعيش في الأحوال العادية في نيوزيلندا وقت تقديم الطلب. ويجب أيضًا أن يكون قد عاش في نيوزيلندا لمدة لا تقل عن 10 سنوات منذ أن بلغ العشرين من العمر، وخمسة من تلك السنوات منذ أن بلغ الخمسين. ويمكن احتساب الوقت الذي أُمضي خارج البلاد في دول معينة ولأسباب معينة ضمن الراتب التقاعدي. يخضع المعاش التقاعدي في نيوزيلندا للضريبة، ويعتمد معدلها على الدخل الآخر للمتقاعدين. يعتمد مبلغ راتب التقاعد المدفوع على حالة أسرة الشخص. وبالنسبة للمتزوجين، يحدد التشريع مبلغ الضريبة الصافي بما لا يقل عن 66% من صافي متوسط الأجر.
وبسبب تزايد عدد كبار السن الذين باتوا مؤهلين، ارتفعت تكاليف راتب التقاعد من 7.3 مليار دولا سنويًا إلى 10.2 مليار دولار في عام 2014. وفي عام 2011، كان عدد الأطفال في نيوزيلندا ضعف عدد المسنين (65 عامًا وما فوق) وبحلول عام 2051، من المتوقع أن يفوق عدد كبار السن عدد الأطفال بنسبة 60%. في السنوات العشر انطلاقًا من عام 2014، كان من المتوقع أن يزداد عدد النيوزيلنديين الذين تزيد أعمارهم عن 65 عامًا بنحو 200 ألف نسمة.
ويطرح ذلك مشكلة كبيرة لراتب التقاعد. رفعت الحكومة بشكل تدريجي سن الاستحقاق من 61 عامًا حتى 65 عامًا بين عامي 1993 و2001. في ذلك العام طرحت حكومة العمال التي ترأستها هيلين كلارك صندوق التقاعد النيوزيلندي (الذي عُرف باسم «صندوق كولين» على اسم وزير المالية مايكل كولين) لتمويل جزء من خطة راتب التقاعد في المستقبل. واعتبارًا من أكتوبر من عام 2014، أدار الصندوق 27.11 مليار دولار نيوزيلندي، استُثمر 15.9% منها داخل نيوزيلندا.
وفي عام 2007، طرحت نفس الحكومة مخطط ادخار فردي جديد يُعرف باسم كيويسيفر. استهدف كيويسيفر بشكل أساسي مدخرات التقاعد المتزايدة للأشخاص، إلا أنه يمكن أيضًا للمشاركين الأصغر سنًا استخدامه لتوفير وديعة لمنزلهم الأول. هذا المخطط تطوعي ويستند إلى العمل ويُدار من قبل شركات قطاع خاص تسمى «موفرو كيويسيفر». واعتبارًا من عام 2014 امتلكت كيويسيفر 2.3 مليون عضو نشط (تقل أعمار 60.9% من سكان نيوزيلندا عن 65 عامًا). جرى التبرع بمبلغ 4 مليارات دولار نيوزيلندي سنويًا وقُدم ما مجموعه 19.1 مليار دولار نيوزيلندي منذ عام 2007.

## الزراعة
الأراضي الصالحة للزراعة: 9 بالمائة
المراعي :50 بامئة
الحبوب (القمح- الذرة 340 الف طن 2003)
تربية المواشي كالاغنام المرتبة 4 في العالم

## الصناعة
الموارد المعدنية كالحديد-الغاز 6.50 مليار متر مكعب- الفحم 3.71 مليونطن 2001 - الذهب-الاخشاب 20.5 مليونمتر مكعب 40 بامئة منها موجهة لصناعة الورق -الصناعة الغدائية -التعدين -الصناعة النسيجية.
-صناعة لب الورق والخشب.

## التجارة
.الصادرات:الحاصلات الزراعية(602 بالمئة من مجموع العائدات ). المنتجات الحيوانية.
-الواردات : البترول. مواد الاستهلاك.